# Palazzo Molo
Il palazzo Molo  è stato un palazzo della città di Messina, opera di Antonio Brancati del 1810, che venne distrutto dal terremoto del 1908.

## Profilo e storia dell'Architettura
È riconoscibile dai motivi decorativi che si ritrovano sulle paraste che ornano il portale del palazzo Mola: due orecchie intagliate ornano lateralmente un naso sopra un baffo. Questi elementi decorativi sono ritenuti aggiunte del periodo rococò corrente nei primi anni dell'800. Questo motivo si riscontra nel portale eseguito nel 1742 nella chiesa di San Giuseppe a Messina o in quello della chiesetta di San Francesco Saverio a Milazzo.

## Galleria d'immagini

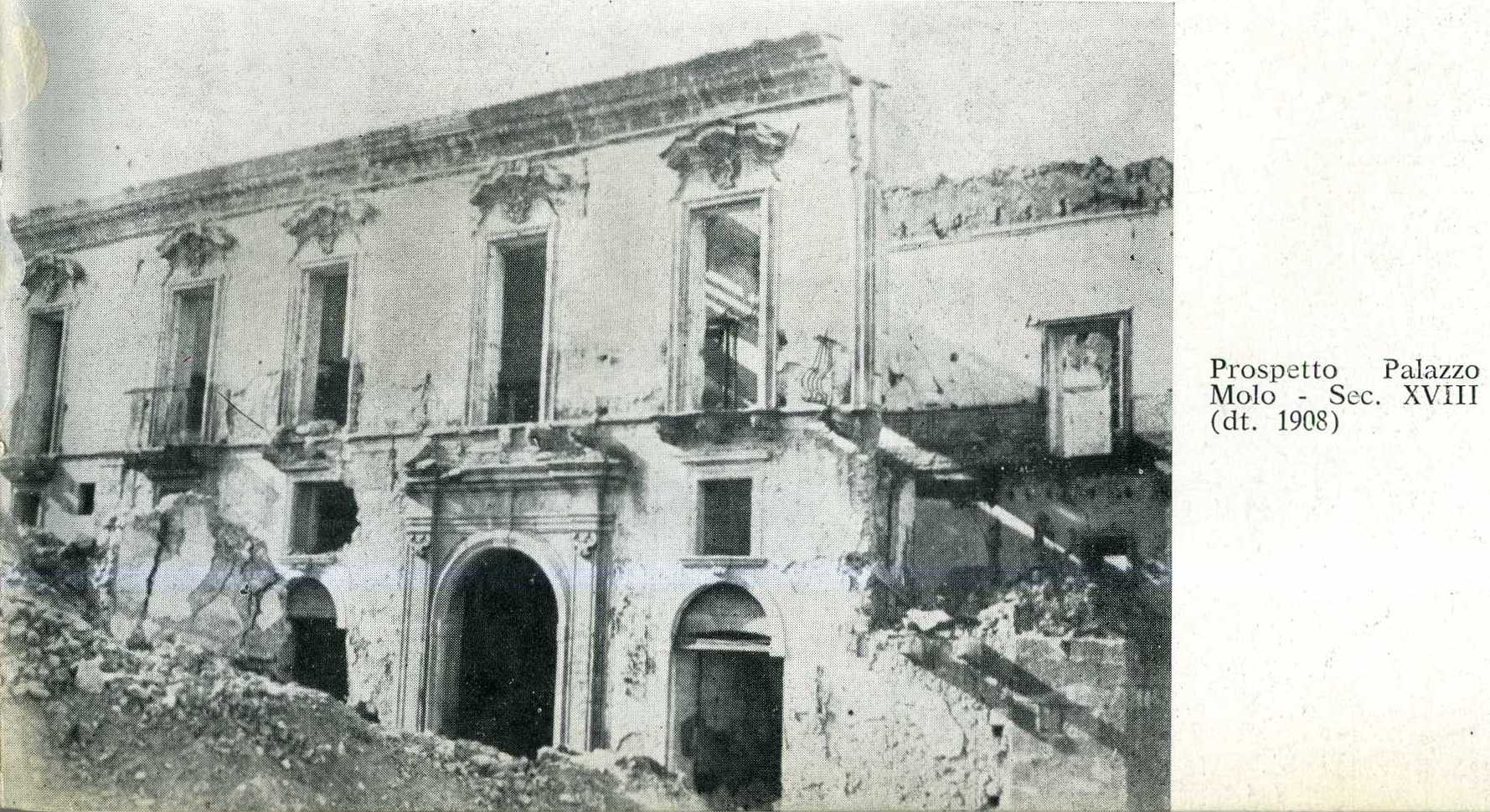